# Теличко, Владимир Александрович
Теличко Владимир Александрович — заслуженный художник Украины (2007), член Донецкой областной организации национального союза художников Украины, иконописец.

## Биография
Родился в 1948 году. Закончил Луганское государственное художественное училище.
Совместно с Геннадием Жуковым в течение 20 лет расписали 14 храмов на Украине, Беларуси, России и Польше, среди них нижняя церковь Сергия Радонежского в Свято-Преображенском кафедральном соборе в Донецке, храм Георгия Победоносца в Донецке, подземные храмы святого преподобного Антония и Феодосия в пещерах Святогорской лавры и Алексеевской церкви в меловой горе (Святогорск), храм Святого Духа в Белостоке, церковь Иоанна Крестителя в Гайновке), церковь в городе Застенке, храм в Новом Свете, храм Петра и Павла в Красном Лимане, храм в Липецкой области, монастырь в Гродно, церковь Дома Милосердия в Минске, подворье монастыря в Юдино Московской области.
Живёт в Донецке. Женат на Валентине Васильевне Теличко, также выпускнице Луганского государственного художественное училища и члене Донецкой областной организации национального союза художников Украины.
Участник творческой группы «Донецкий пленэр», которая ежегодно выезжает на этюды в Приазовье, Святогорье, Крым, на Красный Оскол и другие живописные места. Входит в донецкую творческую группу «Содружество».

## Выставки
Имеет около 15 персональных выставок как на Украине, так и за рубежом.
- 2005 — участие в выставке творческой группы «Донецкий пленэр» в Центре современного искусства и культуры имени А. Куинджи, Мариуполь[5].
- 2006 — выставка «Донецкий пленэр». Киев, выставочный зал НСХУ[2]
- 2008 — юбилейная выставка работ членов творческой группы «Донецкий пленэр». Донецк, Донецкий областной художественный музей[2]
- 2008 — «Уклон земли» (Владимир Теличко, Валентина Теличко, Александр Шамарин). Луганск, Галерея искусств[6].
- 2009 — Выставка в Макеевском художественно-краеведческом музее совместно с супругой[4].
- 2010 — участие в коллективной выставке живописи творческого объединения «Содружество» — «Творческие пути». Донецк, Донецкий областной художественный музей[7][8][9]
- 2011 — участие в коллективной выставке «34 художника», посвящённой открытию ХВЦ «АртДонбасс»[10].
- 2011—2012 — «Восхождение к Образу» совместно с Геннадием Жуковым, к 20-летию их совместной творческой работы. Донецк, дом работников культуры[1][11][12]; Краматорск, Краматорский городской музей истории[13]; Святогорск, Святогорская Лавра[14][15]; Харцызск, музей истории города Харцызска[16]; Макеевка, Макеевский художественно-краеведческий музей[17].
- 2012 — участие в коллективной выставке «Весенней палитры краски». Донецк, ХВЦ «АртДонбасс»[18]
- 2012 — участие в коллективной выставке «А говорят у камня сердца нет…», посвящённой 85-летию создания заповедника Каменные могилы. Донецк, Донецкий областной краеведческий музей[19].